# Benson Barus
Benson Kipchumba Barus (4 luglio 1980) è un maratoneta e mezzofondista keniota.

## Biografia
Campione del mondo juniores nel 1998 nella specialità dei 10000 metri piani, ha vinto nel 2002 la Lucerna City Run. Nel 2000, 2001 e 2002 ha vinto il Giro podistico internazionale di Castelbuono.
Nel 2006 alla sua seconda gara sulla distanza dei 42,195 km, ottiene il secondo posto alla Milano Marathon con il tempo di 2h08'34". Nella JoongAng Marathon Seoul nel 2007, termina al quarto posto in 2h09'04" mentre nel 2008 si piazza nono alla maratona di Parigi in 2h09'23" ed in autunno vince la mezza maratona di Udine con un tempo di 59'41"; un mese dopo si classifica quinto alla maratona di Francoforte sul Meno in 2h08'57".
Nel 2009 vince la maratona di Torino in 2h09'07" e si classifica terzo alla maratona di Pechino in 2h08'51".
Benson Barus appartiene al gruppo etnico dei Tugen, è sposato ed ha due figlie. Il suo allenatore è Claudio Berardelli.

## Palmarès
| Anno | Manifestazione    | Sede   | Evento        | Risultato | Prestazione | Note |
| ---- | ----------------- | ------ | ------------- | --------- | ----------- | ---- |
| 1998 | Mondiali juniores | Annecy | 10000 m piani | Oro       | 29'24"28    |      |

## Altre competizioni internazionali
1998
- 6º al Mattoni Grand Prix ( Praga) - 29'48"
- 13º al Giro Podistico Internazionale di Pettinengo ( Pettinengo), 9,5 km - 27'57"

1999
- 8º alla Cleveland 10 km ( Cleveland) - 28'55"
- 4º al Giro Podistico Internazionale di Pettinengo ( Pettinengo), 9,5 km - 27'22"

2000
- Oro alla Vivicittà Genova ( Genova), 12 km - 35'23"
- Oro al Giro podistico internazionale di Castelbuono ( Castelbuono) - 33'23"
- 11º al Giro Media Blenio ( Dongio) - 30'17"
- 4º al Palio delle Porte ( Martinengo), 9,9 km - 29'53"
- Oro alla Amatrice-Configno ( Amatrice), 8,4 km - 23'54"

2001
- 20º alla Washington Cherry Blossom 10 mile ( Washington) - 48'56"
- Oro alla Corrida di San Geminiano ( Modena), 13,1 km - 38'32"
- Oro al Giro podistico internazionale di Castelbuono ( Castelbuono) - 33'01"
- Bronzo al Giro Podistico Internazionale di Pettinengo ( Pettinengo), 9,5 km - 27'16"
- Oro alla Amatrice-Configno ( Amatrice), 8,4 km - 24'17"
- Oro al Giro Podistico di Vipiteno ( Vipiteno), 5 km - 13'44"

2002
- Argento alla Philadelphia Broad Street 10 miles ( Filadelfia) - 45'44"
- Oro alla Vivicittà Firenze ( Firenze), 12 km - 36'46"
- Oro al Giro Media Blenio ( Dongio) - 29'27"
- Oro al Giro podistico internazionale di Castelbuono ( Castelbuono) - 34'21"
- Oro al Trofeo Sant'Agata ( Catania) - 32'43"
- 7º al Memorial Peppe Greco ( Scicli) - 29'15"
- 4º alla Minneapolis Life Time 10 km ( Minneapolis) - 28'54"
- Argento alla Amatrice-Configno ( Amatrice), 8,4 km - 23'47"
- 4º all'Amendoeiras em Flor ( Albufeira) - 30'20"

2003
- Bronzo al Trofeo Sant'Agata ( Catania) - 33'17"
- 8º al Memorial Peppe Greco ( Scicli) - 29'51"
- 7º alla Marseille du Conseil General 10km ( Marsiglia) - 28'54"
- Oro alla 10 km di Villa d'Ogna ( Villa d'Ogna) - 28'44"
- 4º alla Scalata al Castello ( Arezzo) - 28'55"
- Oro alla 10 km di Brescia ( Brescia) - 29'29"
- Argento alla Amatrice-Configno ( Amatrice), 8,4 km - 24'03"
- Oro al Cross dei Campioni ( Cesena) - 29'36"

2004
- 4º alla Mezza maratona di Udine ( Udine) - 1h01'31"
- Oro alla Mezza maratona di Pavia ( Pavia) - 1h01'51"
- 4º alla Corrida Internacional de São Silvestre ( San Paolo), 15 km - 45'34"
- Oro alla Marseille du Conseil General 10km ( Marsiglia) - 29'29"

2005
- 5º alla Mezza maratona di Udine ( Udine) - 1h01'52"
- Oro alla Nice International Half Marathon ( Nizza) - 1h01'14"
- Bronzo alla Coban International Half Marathon ( Cobán) - 1h04'36"
- Oro al Trofeo Sant'Agata ( Catania) - 34'54"
- Bronzo alla Marseille du Conseil General 10km ( Marsiglia) - 28'20"
- Bronzo alla Corrida Internacional de San Fernando ( Maldonado) - 28'42"

2006
- Argento alla Milano Marathon ( Milano) - 2h08'33"
- 4º alla Berlin Half Marathon ( Berlino) - 1h00'57"
- 4º alla Rotterdam Half Marathon ( Rotterdam) - 1h00'17"
- Bronzo alla Nice International Half Marathon ( Nizza) - 1h02'38"
- Bronzo alla Coban International Half Marathon ( Cobán) - 1h04'36"
- Oro al Trofeo Sant'Agata ( Catania)

2007
- 4º alla Maratona di Seul ( Seul) - 2h09'04"
- Oro alla Roma-Ostia ( Roma) 1h00'18"
- Oro alla Eldoret Discovery Kenya Half Marathon ( Eldoret) - 1h02'44"

2008
- 9º alla Maratona di Parigi ( Parigi) - 2h09'23"
- 5º alla Maratona di Francoforte ( Francoforte sul Meno) - 2h08'57"
- Oro alla Mezza maratona di Udine ( Udine) - 59'41"

2009
- Oro alla Maratona di Torino ( Torino) - 2h09'07"
- Bronzo alla Maratona di Pechino ( Pechino) - 2h09'51"
- Oro alla Mezza maratona di Udine ( Udine) - 1h01'28"

2010
- Argento alla Maratona di Roma ( Roma) - 2h09'00"
- Argento alla Chuncheon Chosunilbo Marathon ( Chuncheon) - 2h08'53"
- Argento alla Mezza maratona di Udine ( Udine) - 1h01'24"

2011
- Oro alla Maratona di Praga ( Praga) - 2h07'07"
- Bronzo alla Maratona di Pechino ( Pechino) - 2h10'15"
- Oro alla Virginia Beach Rock 'n' Roll Half Marathon ( Virginia Beach) - 1h02'22"
- 5º alla Coamo San Blas Half Marathon ( Coamo) - 1h05'09"

2012
- Bronzo alla Daegu Marathon ( Taegu) - 2h08'36"
- 4º alla Gongju Dong-A Marathon ( Gonju) - 2h08'4"
- Oro alla Mezza maratona di Porto ( Porto) - 1h01'44"

2013
- 5º alla Daegu Marathon ( Taegu) - 2h11'53"
- 5º alla Gongju Dong-A Marathon ( Gonju) - 2h11'52"

2014
- 5º alla Maratona di Ginevra ( Ginevra) - 2h14'05"